# HMS Niger (J73)
«Найджер» (англ. HMS Niger (J73) — військовий корабель, тральщик типу «Гальсіон» I-й серії замовлення 1935 року Королівського військово-морського флоту Великої Британії часів Другої світової війни.

## Історія створення
Тральщик «Найджер» закладений 1 квітня 1935 року на верфі J. Samuel White на острові Коуз. 29 січня 1936 року він був спущений на воду, а 4 червня 1936 року увійшов до складу Королівських ВМС Великої Британії.

## Бойовий шлях
Тральщик брав участь у бойових діях на морі в Другій світовій війні, бився переважно у Північній Атлантиці, супроводжував арктичні конвої. За проявлену мужність та стійкість у боях бойовий корабель заохочений двома бойовими відзнаками.

### Початок війни
З початком воєнних дій у Європі, «Найджер» разом з однотипними тральщиками «Гальсіон», «Харрієр», «Леда», «Гусар», «Саламандер», «Госсамер», «Скіпджек», «Спідвел» і «Сфінкс» входив до складу 5-ї флотилії тральщиків командування Нор з базуванням у Дуврі. Протягом перших місяців війни діяв у складі формування, маючи завдання щодо прочісування навколишніх вод та виявлення німецьких мін і підводних човнів.
21 березня 1942 року тральщик «Найджер» включений до складу зворотного з Росії арктичого конвою QP 9. Разом з есмінцями радянським «Гремящий» та британським «Оффа» і тральщиками «Госсамер», «Харрієр», «Брітомарт», «Гусар», «Спідвел» і «Шарпшутер» супроводжував 19 вантажних суден до Ісландії. Скористувавшись тим, що німці відволікли свою увагу на інший конвой — PQ 13, союзникам вдалось успішно виконати завдання та повернутись до портів приписки. Німецький підводний човен U-655 здійснив невдалу спробу атакувати транспорти, але був помічений та атакований тральщиком «Шарпшутер» і врешті-решт протаранений і потоплений.
5 липня 1942 року тральщик входив до складу сил ескорту конвою QP 13. У поганій видимості «Найджер» увійшов у смугу туману, де помилково прийняв айсберг за Північно-Західний мис Ісландії, а шість торгових суден прослідували за ним, в результаті чого вони випадково наразилися на мінне поле Northern Barrage SN72, закладене місяцем раніше біля входу в Данську протоку. Усі сім кораблів підірвалися на морських мінах, і з 127 осіб на борту «Найджер» у живих залишилося лише вісім людей. Серед суден, що потрапили на мінне поле врятувався лишень Exterminator.